# اليابان ما بعد الاحتلال
اليابان ما بعد الاحتلال هي فترة من التاريخ الياباني، بدأت في عام 1952 بعد انتهاء احتلال الحلفاء لليابان. رسّخت اليابان في ذلك الوقت نفسها كقوة اقتصادية وسياسية عالمية. سُن دستور ما بعد الحرب -وهو أمريكي الكتابة- بتاريخ 3 نوفمبر عام 1946، وأصبح ساري المفعول في 3 مايو 1947. وشملت المادة رقم تسعة تقييد اليابان من وجود قوة عسكرية والانخراط في الحرب. على مر السنين، فُسِّر معنى المادة 9 بشكل مختلف، لأن الولايات المتحدة تشجع الآن اليابان على السيطرة على أمنها. يود الحزب الليبرالي الديمقراطي تعديل الدستور والمادة التاسعة منه.

## السياسة
انتهى احتلال الحلفاء في 28 أبريل 1952 عندما دخلت بنود معاهدة سان فرانسيسكو حيز التنفيذ. بموجب أحكام المعاهدة، استعادت اليابان سيادتها، لكنها فقدت الكثير من ممتلكاتها الاستعمارية ما قبل الحرب العالمية الثانية، بما في ذلك كوريا وتايوان وسخالين. فقدت السيطرة أيضًا على عدد من الجزر الصغيرة في المحيط الهادئ التي تديرها كانتداب لعصبة الأمم، مثل جزر الماريانا ومارشال. منحت المعاهدة الجديدة اليابان أيضًا حرية الانخراط في تجمعات الدفاع الدولية. فعلت اليابان ذلك في نفس اليوم الذي وقّعت فيه معاهدة سان فرانسيسكو: وقّع رئيس الوزراء الياباني شيغيه-رو يوشيدا والرئيس الأمريكي هاري ترومان وثيقة سمحت بمواصلة القوات المسلحة الأمريكية استخدام قواعدها في اليابان.
حتى قبل أن تستعيد اليابان سيادتها كاملة، كانت الحكومة قد أعادت تأهيل حوالي ثمانين ألف شخص جري تطهيرهم، عاد الكثير منهم إلى مناصبهم السياسية والحكومية السابقة. تلا ذلك نقاش حول القيود المفروضة على الإنفاق العسكري وسلطة الإمبراطور، ما ساهم في الانخفاض الكبير في أغلبية الحزب الليبرالي اليميني في أول انتخابات بعد الاحتلال (أكتوبر 1952). بعد العديد من عمليات إعادة تنظيم القوات المسلحة، في عام 1954 أُنشئت قوات الدفاع الذاتي اليابانية بقيادة مدنية. ساهمت معطيات الحرب الباردة والحرب الساخنة في كوريا المجاورة لها بشكل كبير في إعادة التطور الاقتصادي الذي تأثرت به الولايات المتحدة وقمع الشيوعية وتثبيط العمل المنظم في اليابان خلال هذه الفترة.
أدى التشرذم المستمر للأحزاب وتعاقب حكومات الأقليات إلى دفع القوى المحافظة لدمج الحزب الليبرالي مع الحزب الديمقراطي الياباني -وهو فرع من الحزب الديمقراطي السابق- لتشكيل الحزب الليبرالي الديمقراطي الياباني في نوفمبر 1955. كان قادة الحزب الليبرالي الديمقراطي الياباني من النخبة التي شهدت فترة هزيمة واحتلال اليابان. اجتذبت قيادة الحزب البيروقراطيين السابقين، والسياسيين المحليين، ورجال الأعمال، والصحفيين، وغيرهم من المهنيين والمزارعين وخريجي الجامعات. في أكتوبر 1955، التمّ شمل الجماعات الاشتراكية تحت مظلة الحزب الاشتراكي الياباني، الذي برز كثاني أكثر قوة سياسية نفوذًا. تلاها عن كثب شعبية حزب كوميتو الجديد الذي تأسس في عام 1964 باعتباره الذراع السياسي لجمعية سوكا غاكاي (مجتمع خلق القيم)، وهي منظمة سابقة من الطائفة البوذية نيترين سوسيو. أكد كوميتو على المعتقدات اليابانية التقليدية، واجتذب عمال الحضر وسكان الريف السابقين والعديد من النساء. مثل الحزب الاشتراكي الياباني؛ أيد التعديل التدريجي وإنهاء معاهدة التعاون المتبادل والأمن بين الولايات المتحدة واليابان.
بحلول أواخر سبعينيات القرن الماضي، كان حزب كوميتو والحزب الاشتراكي الديمقراطي قد قبلوا معاهدة التعاون والأمن المتبادل؛ حتى أن الحزب الاشتراكي الديمقراطي جاء لدعم عملية تعزيز الدفاعيات الصغيرة. اضطر الحزب الاشتراكي الياباني -أيضًا- إلى التخلي عن موقفه المعادي للجيش في الماضي. واصلت الولايات المتحدة ضغطها على اليابان لزيادة إنفاقها الدفاعي ليزيد عن 1% من إجمالي ناتجها المحلي، ما أثار جدلًا كبيرًا في البرلمان؛ لم تأت معظم المعارضة من أحزاب الأقليات أو الرأي العام ولكن من المسؤولين الواعين بالميزانية في وزارة المالية.
أُجبر رئيس الوزراء كاكويه تاناكا على الاستقالة في عام 1974 بسبب تورطه المزعوم في فضائح مالية، ولمواجهته اتهامات بالتورط في فضائح شركة لوكهيد، ثم اعتُقل وسُجن لفترة وجيزة في عام 1976.
أعاقت السياسة الشائكة للحزب الديمقراطي الليبرالي الإجماع في البرلمان في أواخر سبعينيات القرن الماضي. لكن الموت المفاجئ لرئيس الوزراء ماسايوشي أوهيرا قبيل انتخابات يونيو 1980 -رغم كل ذلك- أدى إلى تعاطف مع الحزب ومنح رئيس الوزراء الجديد زينكو سوزوكي أغلبية عاملة. سرعان ما اٌقحِم سوزوكي في مشكلة جدلية بشأن نشر كتاب مدرسي، بدا للكثيرين بمثابة تبرئة للعدوان الياباني في الحرب العالمية الثانية. تسببت هذه الحادثة -والمشاكل المالية الخطيرة- في سقوط حكومة سوزوكي، المؤلفة من العديد من فصائل الحزب الديمقراطي الليبرالي.
أصبح ياسوهيرو ناكاسونه -أحد المحافظين المدعومين من فصائل تاناكا وسوزوكي التي لا تزال قوية، والذي كان ذات يوم مديرًا عامًا لوزارة الدفاع- رئيسًا للوزراء في نوفمبر 1982. في نوفمبر 1984، اختير ناكاسونه لفترة ولاية ثانية كرئيس للحزب الديمقراطي الليبرالي. حصل مجلس وزرائه على أصوات كبيرة بشكل غير معتاد، نسبة 50% كرد إيجابي في الاقتراع خلال فترة ولايته الأولى، في حين تدنت أحزاب المعارضة إلى مستوى منخفض جديد من التأييد الشعبي. أثناء انتقاله إلى فترة ولايته الثانية، حظي ناكاسونه بشعبية قوية في البرلمان وبين الشعب. على الرغم من إدانته بالرشوة في عام 1983، ظل تاناكا قوة وراء الكواليس منذ أوائل إلى منتصف الثمانينات، من خلال سيطرته على أدوات الحزب بشكل غير رسمي، واستمر كمستشار مؤثر لناكاسونه الأكثر انفتاحًا على الصعيد الدولي. انتهت فترة ولاية ناكاسونه كرئيس للوزراء في أكتوبر 1987 (مُدّدت فترة ولايته ثانيةً لمدة عام) نقطة بالغة الأهمية في التاريخ الياباني الحديث. قبل خمسة عشر شهرًا فقط من تقاعد ناكاسونه، فاز الحزب الديمقراطي الليبرالي بشكل غير متوقع بأكبر أغلبية على الإطلاق في مجلس النواب من خلال حصوله على 304 من أصل 512 مقعدًا. واجهت الحكومة أزمة متنامية. ارتفعت أسعار الأراضي بسرعة بسبب فقاعة أسعار الأصول اليابانية، وارتفع معدل التضخم بأعلى معدل منذ عام 1975، ووصلت البطالة إلى مستوى قياسي بلغ 3.2% وتفشت حالات الإفلاس، وكان هناك ضغينة سياسية بشأن الإصلاح الضريبي المقترح من الحزب الديمقراطي الليبرالي. في صيف عام 1987، أظهرت المؤشرات الاقتصادية علامات على الانتعاش، ولكن في 20 أكتوبر 1987، في نفس اليوم الذي عين فيه رسميًا خليفة ناكاسونه - نوبورو تاكشيتا- تحطمت سوق طوكيو للأوراق المالية. لقد وصل الاقتصاد الياباني ونظامه السياسي إلى نقطة تحول في تطورهما بعد الحرب الذي سيستمر في اللعب في التسعينيات.

## الاقتصاد
شجعت حكومة الحزب الديمقراطي الليبرالي -من خلال مؤسسات مثل وزارة التجارة الدولية والصناعة- التنمية الصناعية اليابانية في الخارج مع تقييد أعمال الشركات الأجنبية داخل البلاد. هذه الممارسات -إلى جانب الاعتماد على الولايات المتحدة في الدفاع- سمحت للاقتصاد الياباني بالزيادة أضعافًا مضاعفة خلال الحرب الباردة. بحلول عام 1980، كانت تُصدّر العديد من المنتجات اليابانية، وخاصة السيارات والإلكترونيات -في جميع أنحاء العالم- وكان القطاع الصناعي الياباني ثاني أكبر منتج في العالم بعد الولايات المتحدة. استمر نمط النمو هذا بلا هوادة على الرغم من الركود في التسعينيات. استعاد الاقتصاد مرة أخرى بحلول منتصف العقد الأول من القرن العشرين (العقد).
يُقال إن الألعاب الأولمبية الصيفية 1964 في طوكيو تشير في الغالب إلى عودة ظهور اليابان على الساحة الدولية: عُرض تطور اليابان بعد الحرب من خلال ابتكارات مثل شبكة السكك الحديدية عالية السرعة شينكانسن.
تراجعت معدلات النمو الاقتصادي العالية والهدوء السياسي في منتصف إلى أواخر الستينيات من قبل منظمة الدول المصدرة للنفط (أوبك) في عام 1973 بمقدار أربعة أضعاف. كانت اليابان تعتمد كليًا على الواردات من النفط، وشهدت أول ركود لها منذ الحرب العالمية الثانية.